# Allier (rivière)
Pour les articles homonymes, voir Allier.

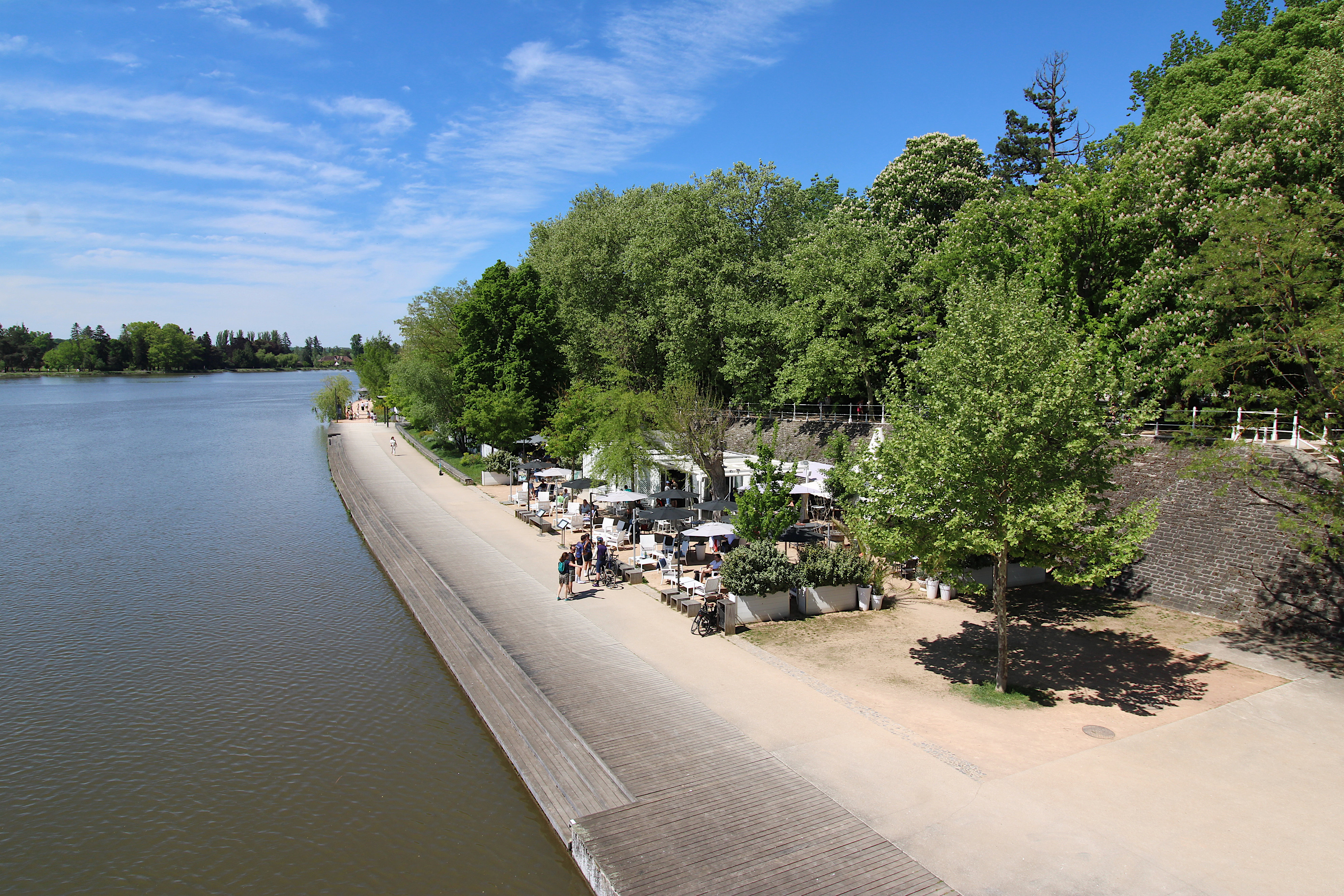
Berges de l'Allier depuis le pont Jacques-Chirac, à Vichy.

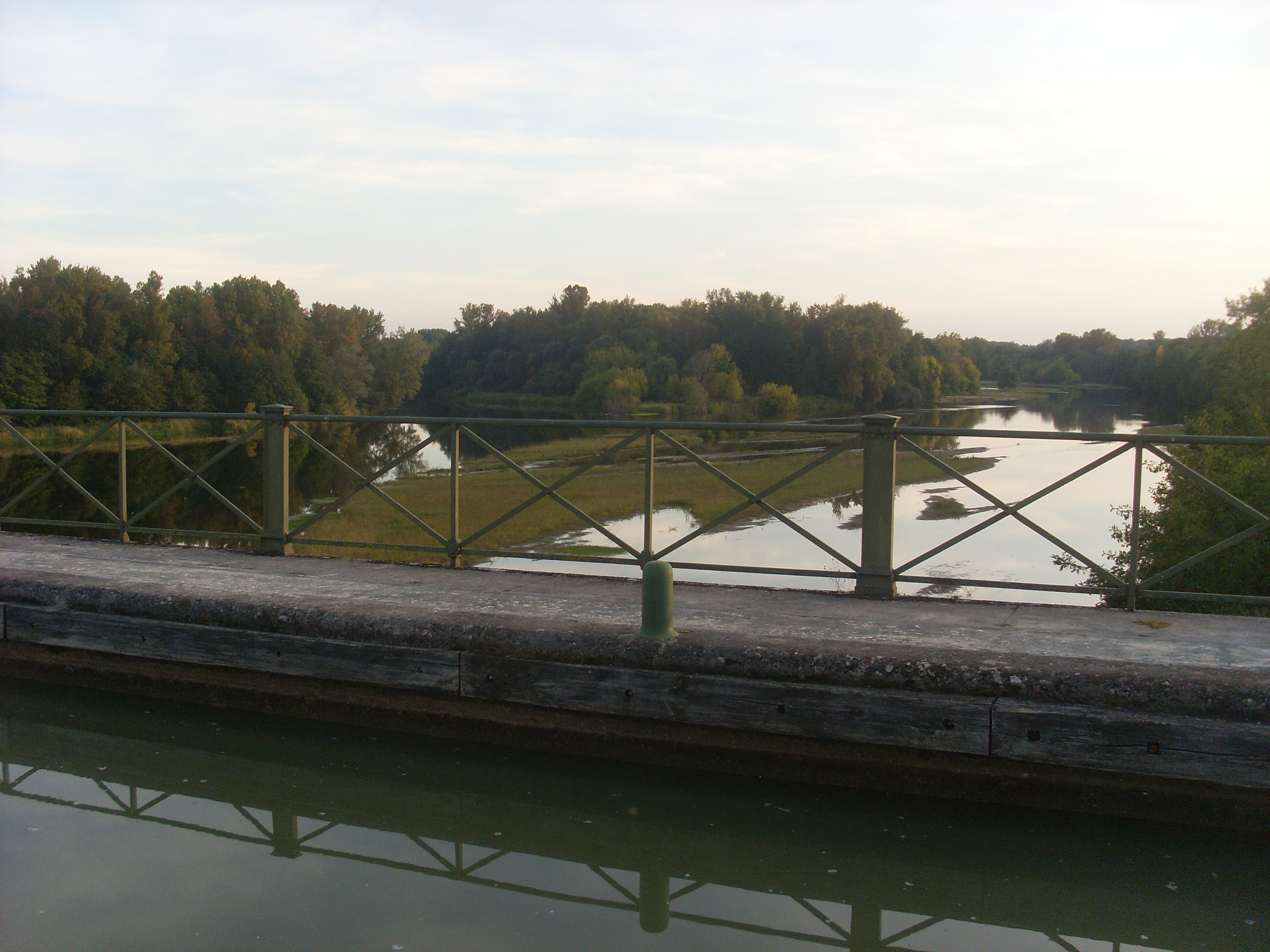
L'Allier au pont-canal du Guétin.

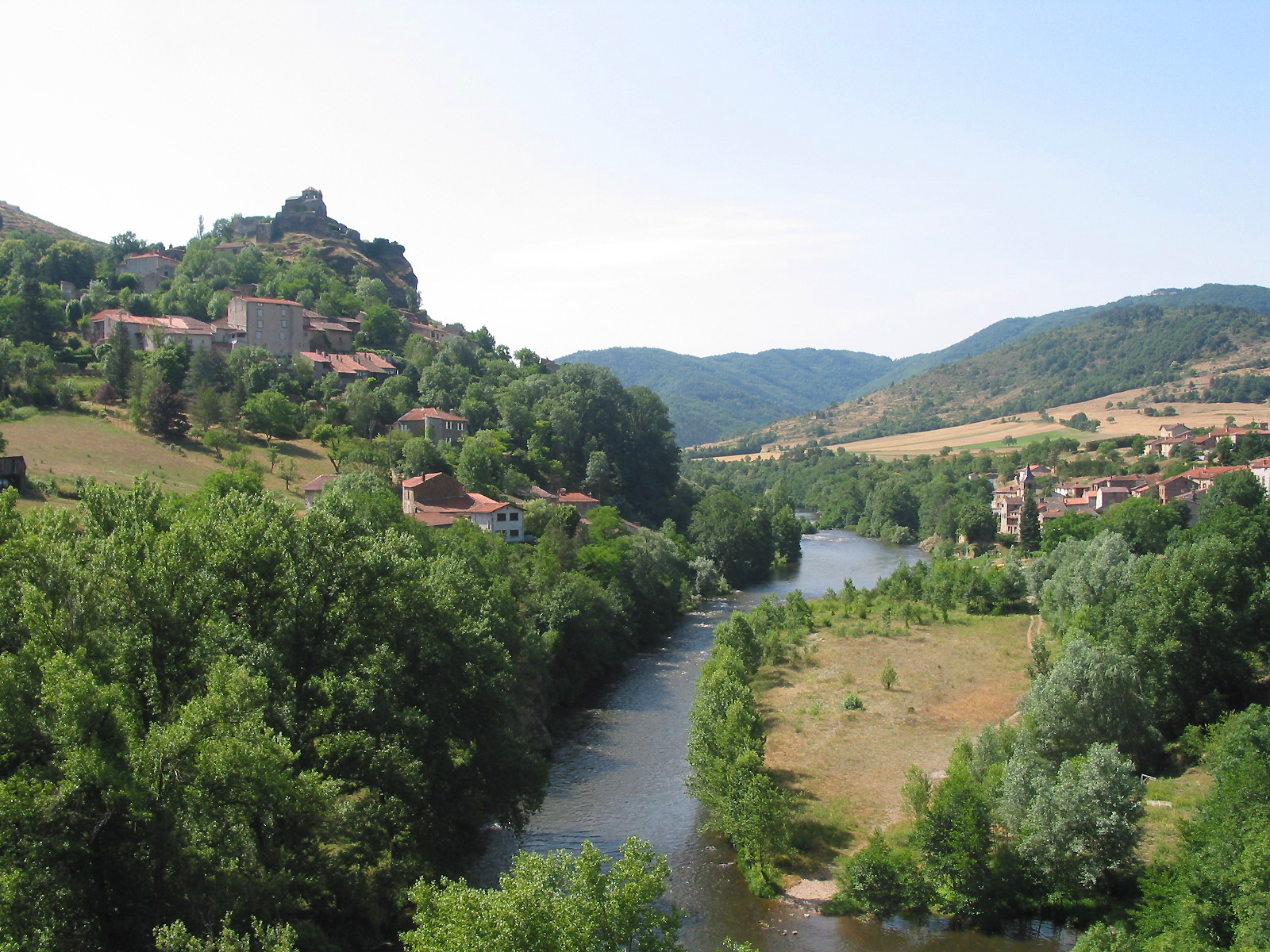
L'Allier entre les villages de Saint-Ilpize et Villeneuve-d'Allier (Haute-Loire).

L'Allier (/a.lje/) est une rivière qui coule au centre de la France ; c'est l'un des principaux affluents de la Loire. La rivière et sa vallée forment un axe majeur autour duquel s'est constituée l'ancienne province d'Auvergne. Elle donne son nom au département français de l'Allier.

## Hydronymie
À l'époque de Jules César, au Ier siècle av. J.-C., la rivière portait le nom d'Elaver en latin mais probablement également en gaulois précédemment. Au Ve siècle le nom se transforme en Elaris puis Elarius au IXe siècle. Ce nom se compose de la base hydronymique El- et du suffixe -av-er.
En occitan, la rivière Allier porte plusieurs noms selon les localités en question ; Alèir est le plus fréquent,. En langue d'oïl, tant bourbonnais que celui du Nivernais, le nom est le même qu'en français standard.

## Bassin versant
Le bassin versant de l'Allier se situe majoritairement dans le Massif central, couvrant une grande partie de l'ancienne région Auvergne (Haute-Loire, Puy-de-Dôme et Allier, le Cantal étant le seul département de l'Auvergne non parcouru par l'Allier mais présent sur le bassin par son affluent l'Alagnon) et touche les départements, d'amont en aval, de la Lozère, l'Ardèche, la Nièvre et le Cher.
Sa direction générale est orientée du sud au nord, avec quelques inflexions à Langogne, Cournon-d'Auvergne, Limons et au Veurdre. En amont, il est délimité nettement par plusieurs massifs montagneux :
- au sud, par les monts des Cévennes et la ligne de partage des eaux entre la mer Méditerranée et l'Atlantique[5] ;
- à l'ouest, massifs de la Margeride, du Cantal, du Cézallier, des monts Dore et d'une partie des monts Dômes. La limite se prolonge plus en aval, le long de lignes de crêtes à travers le plateau des Combrailles[5] ;
- à l'est, massifs du Devès, du Livradois, du Forez, des Bois-noirs[5].

Au centre du bassin versant, se trouve le bassin des limagnes. On peut distinguer trois entités du bassin versant : le couloir du Haut-Allier, le complexe central des monts et limagnes et les plaines du bas pays.

## Hydrographie

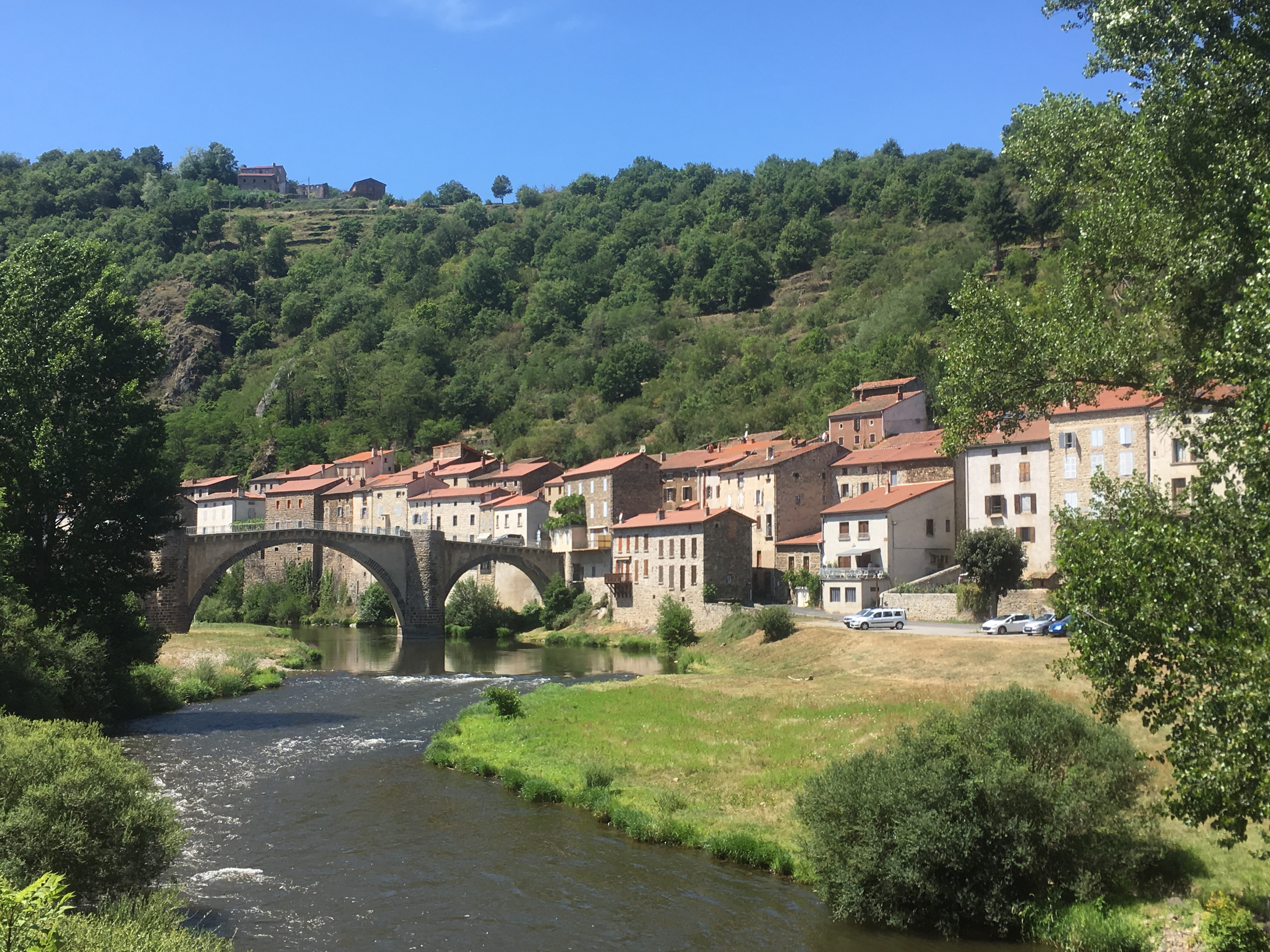
L'Allier à Lavoûte-Chilhac.

De 420,7 km de longueur, elle prend sa source dans la Margeride à Chasseradès sur le Moure de la Gardille (1 503 m), en Lozère, et se jette dans la Loire au bec d'Allier, près de Nevers à la limite entre le Cher et la Nièvre dans les communes de Marzy, Cuffy et Gimouille. Elle reste l'une des dernières rivières encore sauvages d'Europe et recèle une faune unique (notamment les oiseaux). Le qualificatif « sauvage » signifie que la rivière est assez libre de faire des méandres ou de s'étaler largement en surface selon son débit ; par opposition, les rivières dites non-sauvages sont largement « corsetées » et contenues artificiellement dans un chenal qui les contraint à enfoncer leur lit verticalement pour créer des méandres indispensables à la régulation du débit. Cet enfoncement fait disparaître les zones humides en bordure des rivières. L'Allier est au contraire riche de zones humides côtières de faibles profondeur, de bras morts à certaines époques de l'année, de gravières, etc., permettant le développement naturel d'une faune et d'une flore riches.

### Dynamique fluviale
La dynamique fluviale de l'Allier est très active en comparaison de nombreux autres cours d'eau. Sa pente importante (cinq fois supérieure, en plaine, à celle de la Loire) accentue la puissance d'érosion des berges.
Dans la plaine alluviale, qui débute à Vieille-Brioude, la rivière forme des méandres en érodant sa rive externe, concave, où le courant est plus vif. Elle dépose les sédiments prélevés sur la rive opposée (convexe) plus calme. L'amplitude du méandre est ainsi augmentée. Ce dernier finit par être raccourci progressivement ou recoupé lors  d'une crue, formant ainsi un bras-mort.
Néanmoins, les activités et les constructions humaines perturbent le fonctionnement de la dynamique fluviale de l'Allier. La surexploitation des alluvions et l'enrochement des berges ont pour conséquence l'enfoncement du lit de la rivière. De fait, le niveau de la nappe alluviale baisse, ce qui la déconnecte des milieux humides (bras-morts, ripisylves) entraînant leur assèchement. Les grèves, n'étant plus exposées au courant, se végétalisent. Cette disparition de la variété des milieux provoque la diminution du pouvoir épurateur de la rivière.
Pour permettre à la dynamique fluviale de l'Allier de s'exprimer librement, des associations ont entrepris une politique d'achat des terres menacées d'érosion.

## Départements et principales villes traversés
- Lozère : ne traverse que deux communes de ce département avant de marquer la limite avec le sud-ouest de l'Ardèche en passant par Langogne ;
- Ardèche : elle délimite la frontière avec le nord-est de la Lozère puis avec le sud de la Haute-Loire ;
- Haute-Loire : traverse l'ouest du département dans une direction nord-nord-est en passant par Alleyras, Monistrol-d'Allier, Langeac, Lavoûte-Chilhac, Brioude, Auzon ;
- Puy-de-Dôme : traverse le département du sud au nord-est en passant à Brassac-les-Mines, Auzat-sur-Allier, Issoire, Coudes, Cournon-d'Auvergne, Pont-du-Château (à une douzaine de kilomètres à l'est de Clermont-Ferrand) où elle oblique légèrement vers le nord-est ;
- Allier : traverse le département du sud au nord, sur sa moitié orientale en passant par Saint-Yorre, Vichy, Varennes-sur-Allier et Moulins ;
- Nièvre : marque la limite sud-ouest du département avec le département de l'Allier puis avec celui du Cher, confluence avec la Loire face à Marzy, à 5 km à l'ouest-sud-ouest de Nevers ;
- Cher : marque une petite partie de la limite sud-est du département avec le département de la Nièvre, confluence à Cuffy (rive gauche de l'Allier et de la Loire).

## Principaux affluents et sous-affluents
- le Langouyrou (rive gauche)
- le Chapeauroux (rive gauche)
  - le Grandrieu
  - la Clamouze
- l'Ance du Sud (rive gauche)
  - le Panis
  - la Virlange
- la Seuge (rive gauche)
- la Desges (rive gauche)
- la Cronce (rive gauche)
- la Senouire (rive droite)
  - le Doulon
  - la Lidenne
- l'Alagnon (rive gauche)
  - le Lagnon
  - l'Allanche
  - l'Arcueil
  - l'Alagnonnette
  - la Sianne
- l'Auzon (rive droite)
- L'Eau Mère (rive droite)
  - La Chaméane
  - L'Ailloux
- la Couze d'Ardes (rive gauche)
- la Couze Pavin (rive gauche)
- la Couze Chambon (rive gauche)
- la Veyre (rive gauche)
  - la Monne
- l'Auzon (rive gauche)
- le Joron (rive droite)
- le Litrou (rive droite)
- la Morge (rive gauche)
- le Buron (rive gauche)
- la Dore (rive droite)
  - la Dolore
  - la Faye
  - le Couzon
  - la Durolle
- le Sarmon (rive gauche)
- le Sichon (rive droite) 
  - le Jolan
- le Mourgon (rive droite)
- le Valençon (rive droite)
- l'Andelot (rive gauche)
- la Sioule (rive gauche)
  - le Sioulet
    - la Saunade

  - la Bouble
    - le Boublon
- le Luzeray (rive droite)
- la Queune (rive gauche)
- la Burge (rive gauche)
- la Bieudre (rive gauche)
- la Besbre (rive gauche)
- l'Acolin (rive gauche)

## Hydrologie
Le régime hydrologique de l'Allier est un régime pluvial soumis au climat océanique. On observe classiquement un maximum en février (245 m3/s en moyenne mensuelle) et un minimum en août (environ 50 m3/s). À l'étiage, le débit peut descendre sous les 20 m3/s et dépasser 2 000 m3/s en crue. Les crues se forment lors des longs épisodes pluvieux s'étalant généralement de novembre à avril et provenant le plus souvent de l'océan Atlantique.

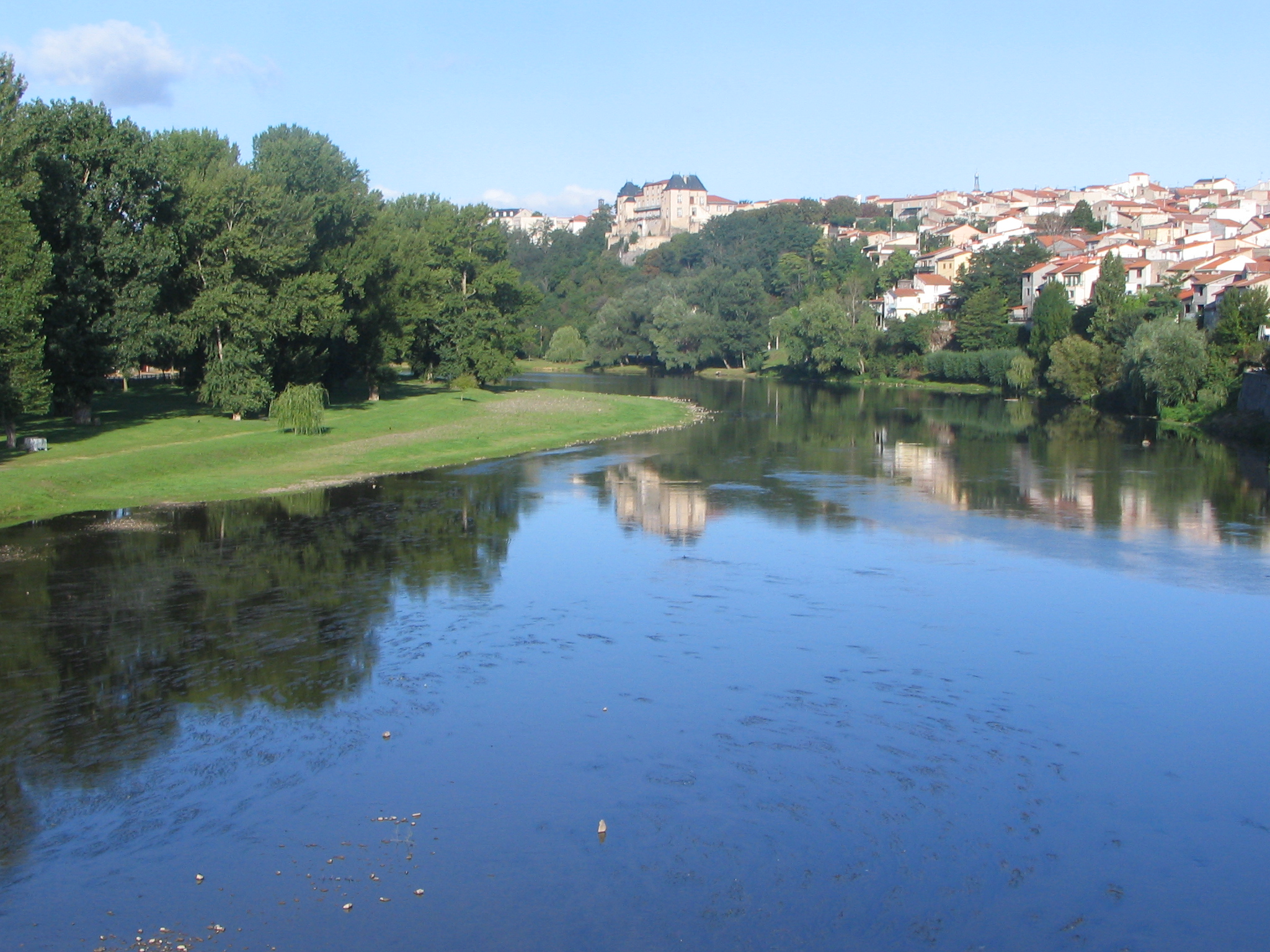
L'Allier à Pont-du-Château (Puy-de-Dôme).

### L'Allier à Cuffy
Le débit de l'Allier a été observé sur une période de 61 ans (1955-2015), à Cuffy, localité du département du Cher, située au confluent avec la Loire et à 175 m d'altitude. À cet endroit, le bassin versant de la rivière est de 14 310 km2, soit sa totalité.
Le module de la rivière à Cuffy est de 144 m3/s.
L'Allier présente des fluctuations saisonnières de débit moyennes, avec des hautes eaux d'hiver-printemps portant le débit mensuel moyen entre 187 et 241 m3/s, de décembre à mai inclus (maximum en février), et des basses eaux d'été de juillet à septembre, avec une baisse du débit moyen mensuel jusqu'au niveau de 48 m3/s au mois d'août, niveau encore appréciable, il est vrai. Mais ces moyennes mensuelles cachent des oscillations périodiques plus importante.

### Étiage ou basses eaux
Le VCN3 (volume consécutif minimal pour 3 jours) peut chuter jusque 18 m3/s, en cas de période quinquennale sèche.

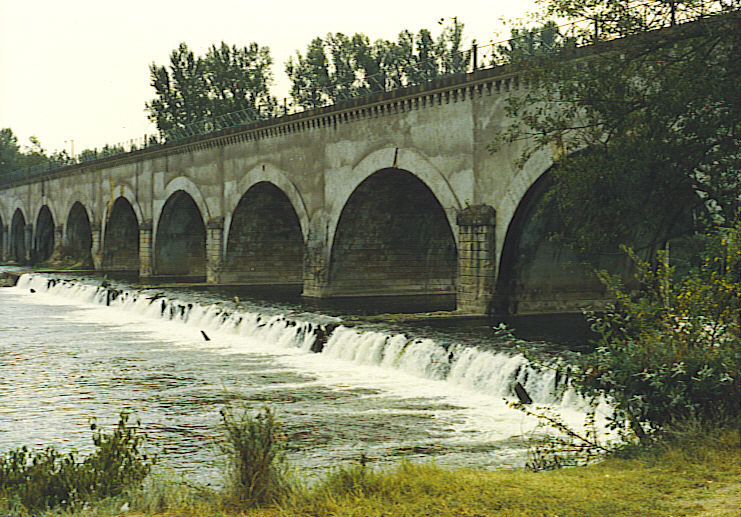
L'Allier au pont-canal du Guétin.

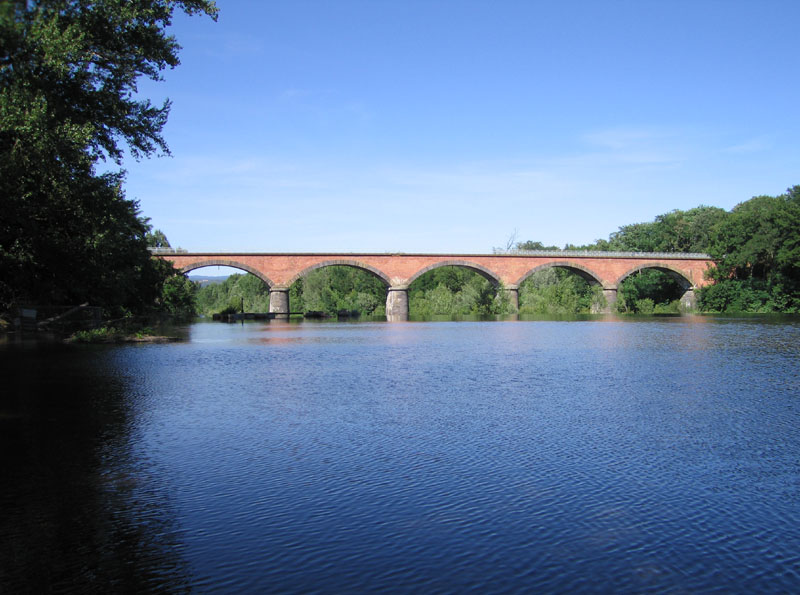
Pont sur l'Allier à Brioude.

### Crues
La valeur journalière maximale a été de 1 510 m3/s le 18 décembre 1981, le débit instantané maximal a été de 1 390 m3/s le 1er avril 1983, tandis que la hauteur maximale instantanée a été de 364 cm ou 3,64 m le 28 octobre 1943.
Les QIX 2 (débit ou quantité instantanée maximale de crue biennale) et QIX 5 valent respectivement 660 et 910 m3/s.
Le QIX 10 est de 1 100 m3/s et le QIX 20 de 1 200 m3/s. Quant au QIX 50, il est de 1 400 m3/s, soit la moitié seulement de celui de la Vienne à Nouâtre.
L'Allier connait trois types de crues : 
- Les crues océaniques, se produisent en général en fin d'hiver ou début de printemps. Elles sont dues à de fortes précipitations venant de l'ouest, qui tombent longuement sur un sol qui va progressivement se saturer d'eau, les pluies vont donc ruisseler. Au début du printemps, les premières fontes de neige peuvent renforcer ce phénomène. Ces crues, quand elles se produisent, concernent tout le bassin de l'Allier[7] ;
- Les crues cévenoles, se produisent à l'automne, lors des épisodes cévenols, ce phénomène météorologique où des nuages chauds et chargés d'humidité remontent depuis la Méditerranée vers le nord et provoquent de violentes pluies lorsqu'ils se heurtent à la barrière des Cévennes. Quelquefois une conjonction favorable de vents et de pression atmosphérique leur permet de franchir cette barrière montagneuse et ils vont alors éclater de l'autre côté, sur le versant de l'Allier. Il se produit alors des crues aussi brèves qu'importantes, souvent décrites comme une vague et sans que des pluies n'aient touché la majeure partie du bassin de la rivière[7] ;
- Les crues cumulant ces deux phénomènes et qui sont à l'origine des fortes crues qui se sont produites au XIXe[7].

#### Crues historiques

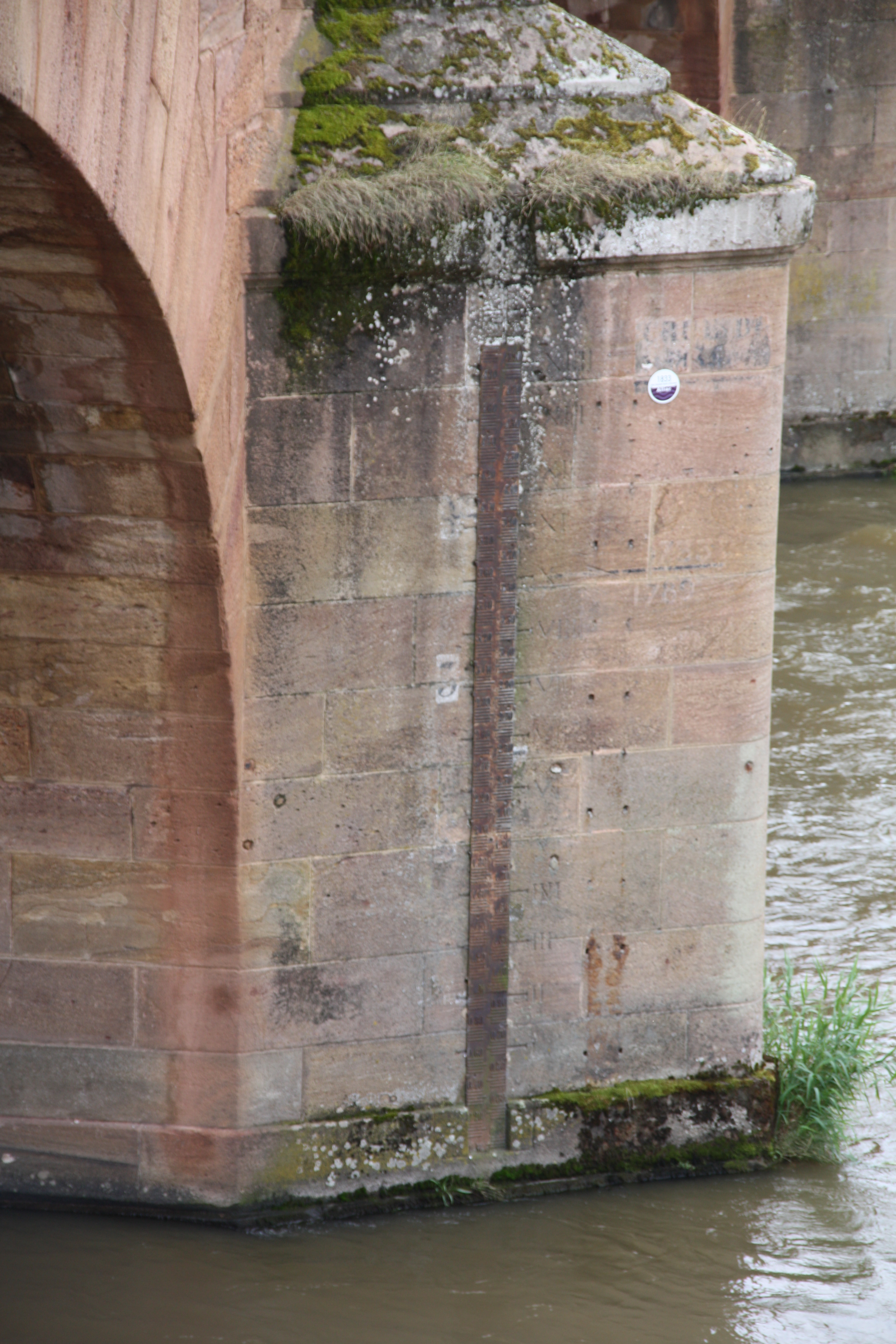
Marquage de la hauteur de la crue de 1866 sur une pile du pont Régemortes à Moulins. On retrouve ce marqueur rond blanc et violet à différents endroits le long de l'Allier.

Si les données fiables sont manquantes avant le XVIIIe, la construction à Moulins, en 1763, du pont Régemortes qui résista à toutes les crues depuis, va servir ensuite d'indicateur fiable pour mesurer leur niveau. Dans les crues historiques, on peut citer : 
- la crue de l'an 580 : Grégoire de Tours décrit une crue majeure dans tout le centre de la Gaule, indiquant que la Loire et l'Allier et leurs affluents franchirent des limites jamais atteintes et causant d'importantes pertes dans les troupeaux et la destruction de nombreux édifices[7] ;
- une vingtaine de crues entre 1400 et 1750 ayant détruit les ponts de Moulins ou Vichy[7] ;
- la crue de 1790, considérée comme la crue la plus importante depuis trois siècles. À Moulins, le débit estimé aujourd'hui pour cette crue est de 5 000 m3 par seconde, avec une hauteur de 6,6 m sous le pont Régemortes[7].

Le XIXe siècle est marqué par cinq crues majeures de l'Allier, se déroulant presque tous les dix ans et dont trois sont des crues centennales (plus de 3 900 m3/s) et les deux autres approchant cette limite : 
- crue de 1835, 4,6 mètres de hauteur[7] au pont Régemortes ;
- crue de 1846, crue centennale, 5,2 mètres de hauteur[7] au pont Régemortes ;
- crue de 1856, crue centennale, la plus forte avec 5,4 mètres de hauteur[7] au pont Régemortes ;
- crue de 1866[8], crue centennale et crue de référence pour l'Allier, avec 2 500 m3/s à Vieille-Brioude et 5,2 mètres de hauteur[7] au pont Regemortes. Elle détruit en partie le pont suspendu de Vichy ;
- crue de 1875, 4,6 mètres de hauteur[7] au pont Régemortes.

Il y a aussi plus d'une quinzaine d'autres crues sur ce siècle dont trois crues trentennales.
Le XXe siècle ne connaît aucune crue centennale et une seule crue trentennale, en 1943, avec plus de 2 500 m3/s et 3,6 mètres de hauteur sous le pont Régemortes. Mais les années 1930 sont marquées par une crue vicennale (une sur vingt ans) presque chaque année contre aucune dans la seconde moitié du siècle.
La dernière crue importante de l'Allier est celle de 2003 (mais avec un débit 2,5 fois moindre que la grande crue de 1866), seule crue décennale depuis la crue de 1943 (même si les crues de 1960, 1973 et dans une moindre mesure 1988 se sont approchées de ce niveau). Un débit de 970 m3/s a été enregistré à Vieille-Brioude.

### Lame d'eau et débit spécifique
La lame d'eau écoulée dans le bassin de l'Allier est de 318 millimètres annuellement, ce qui est relativement égal à la moyenne d'ensemble de la France, ainsi d'ailleurs qu'à celle du bassin versant de la Vienne (319 millimètres par an). Le débit spécifique (ou Qsp) se monte à 10,1 litres par seconde et par kilomètre carré de bassin.

### Débit de la Loire au confluent

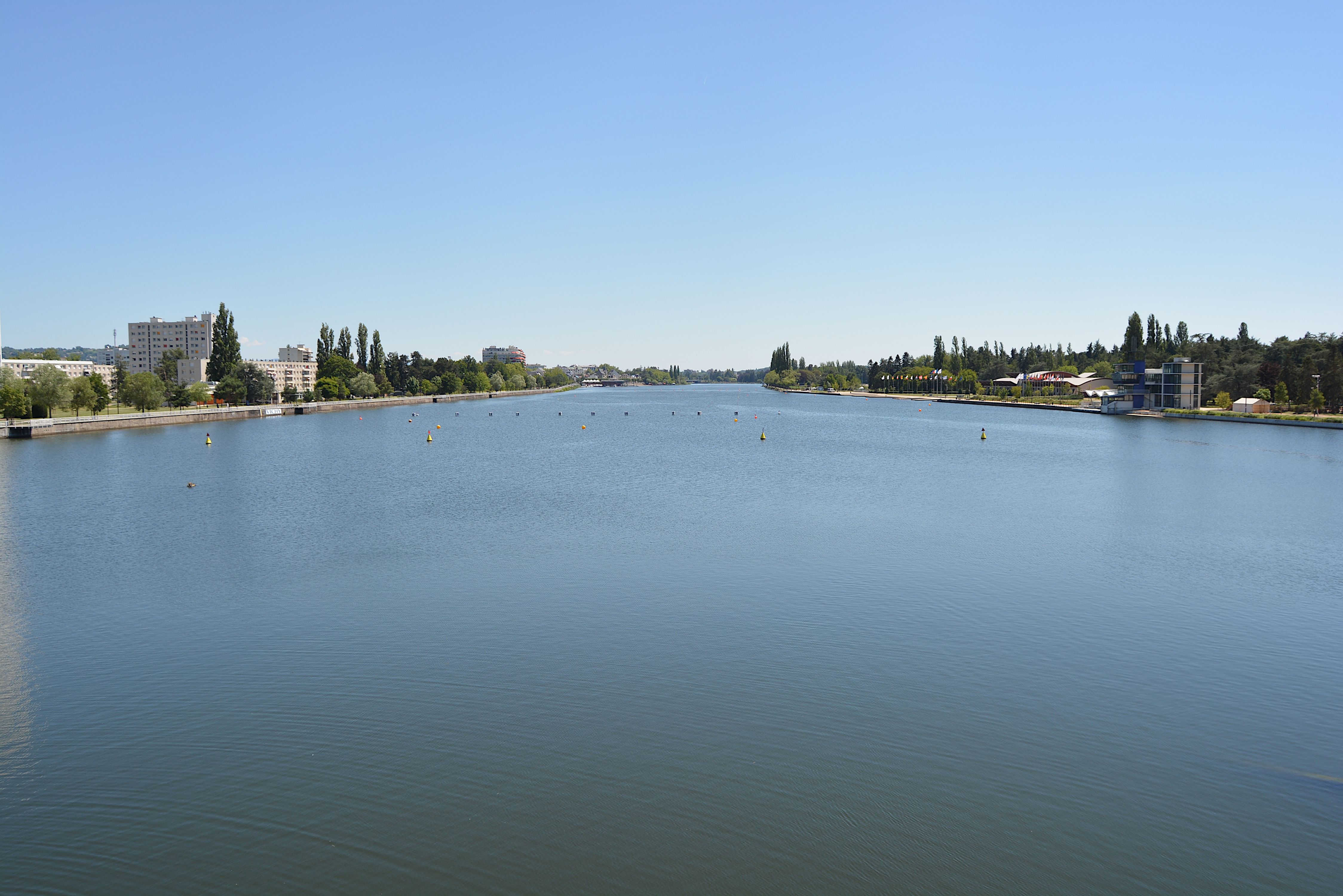
L'Allier à Vichy en amont du barrage. La ville de Vichy est à gauche.

À l'amont immédiat de la confluence avec la Loire, à Nevers, quelques kilomètres en amont du Bec d'Allier, la Loire possède un débit moyen supérieur (170 m3/s) pour un bassin versant un peu plus grand (17 600 km2).
On ne possède pas encore de données détaillées en amont du confluent entre les deux puissants cours d'eau. Une nouvelle station opère depuis l'année 2000 à Imphy à une dizaine de kilomètres en amont de Nevers, mais la durée des observations y est insuffisante et aucune donnée fiable n'a été publiée à ce jour (mai 2007). En revanche, une station hydrométrique fonctionne depuis 1967 à Givry, dans la commune de Cours-les-Barres face à Fourchambault, et offre une synthèse complète de tous les débits du fleuve après la confluence au Bec d'Allier.

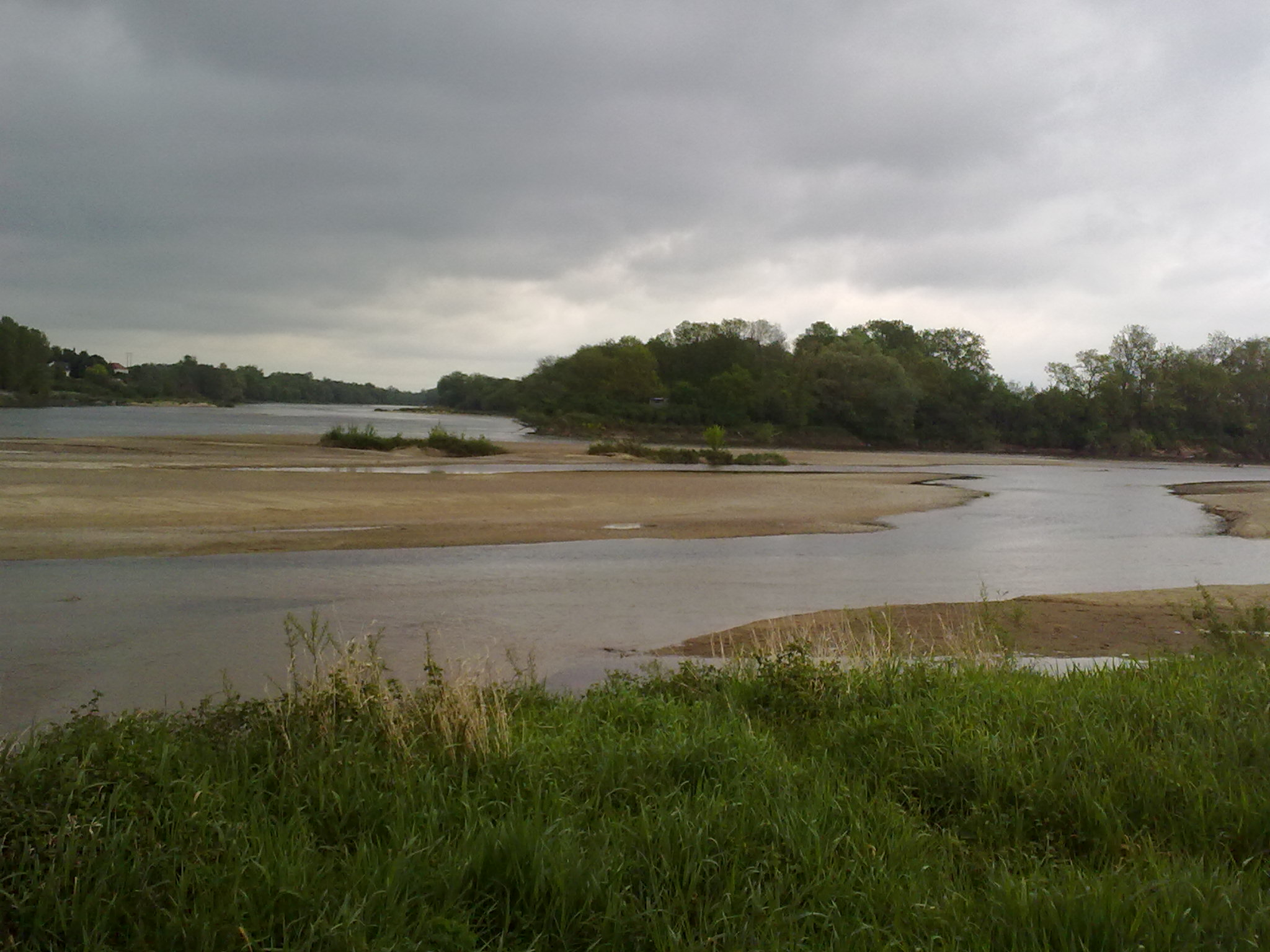
Le bec d'Allier à Cuffy : confluence de l'Allier et de la Loire.

Le module du fleuve y est de 320 m3/s pour un bassin versant de 32 610 km2.
Les fluctuations saisonnières de débit sont fort semblables à celles relevées sur l'Allier, avec des hautes eaux d'hiver-printemps qui font monter le débit mensuel moyen à une fourchette située entre 410 et 569 m3/s, de décembre à mai inclus (maximum en février), et des basses eaux d'été de juillet à septembre, avec une baisse du débit moyen mensuel jusqu'au niveau de 96,7 m3/s au mois d'août.
Le VCN3 du fleuve peut chuter jusque 40 m3/s, en cas de période quinquennale sèche.
D'autre part, la valeur maximale instantanée du débit a été de 3 400 m3/s le 6 décembre 2003, tandis que le débit journalier maximal était de 3 290 m3/s le même jour. Le QIX 10 est de 2 900 m3/s. Le QIX 20 est de 3 330 m3/s, tandis que le QIX 50 passe à 3 900 m3/s, soit plus de deux fois le débit du Rhône à Arles.
La lame d'eau écoulée dans le bassin du fleuve à Cours-les-Barres de 310 millimètres annuellement et le débit spécifique (ou Qsp) se monte de ce fait à 9,8 litres par seconde et par kilomètre carré de bassin.

## Faune

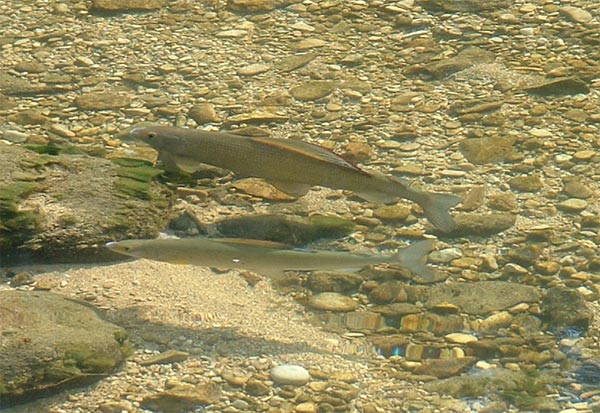
Ombres au soleil.

Ragondins et castors font partie des espèces que l'on peut observer sur l'Allier. Quant au peuplement piscicole, il est particulièrement varié (truites, ombres, brochets…).
Néanmoins, la présence de très nombreux barrages sur la Loire, a entraîné la quasi-disparition du saumon d'Allier (Salmon salar), par absence ou inadaptation des échelles à poissons, baisse du débit et envasement des frayères, baisse du taux d'oxygène dissous, augmentation de la température moyenne, braconnage, etc. Heureusement, des efforts bénévoles nombreux tentent depuis des années la réintroduction de ce poisson mythique, à l'origine d'une tradition culturelle millénaire. Le Conservatoire national du Saumon Sauvage installé à Chanteuges dans la Haute-Loire participe depuis de nombreuses années à la reproduction artificielle du saumon afin de relâcher des jeunes dans l'Allier et la Loire et fournir les fermes à saumons en Europe. Sa pêche est interdite dans la rivière depuis 1994.
Le saumon de l'Allier est celui qui possède la plus longue migration d'Europe occidentale. En 2018, 389 saumons sont passés dans la passe de Vichy, contre en moyenne 677 les cinq années précédentes. Le seuil de viabilité de l'espèce dans la rivière est estimé à 2 000 passages d'adultes par montaison. Sur les vingt dernières années, les records de passage ont été enregistrés en 2003 et 2015 avec environ 1 200 saumons. Selon l'Association de protection du saumon de l'Allier, les principales difficultés sont le passage du barrage de Poutès en Haute-Loire, malgré des aménagements ; le seuil ou barrage des Lorrains dans la Nièvre (qui sert à alimenter le canal latéral à la Loire) ; et l'abondance des prédateurs comme le silure ou le cormoran, dont une colonie s'est sédentarisée en aval de Vichy.

## Barrages
L'Allier compte plusieurs barrages, dont (d'amont en aval) :
- Barrage de Naussac construit entre 1976 et 1980, dans le département de la Lozère. Ayant créé le lac de Naussac, il sert principalement à maintenir un niveau minimum de la Loire en été  nécessaire entre autres pour le refroidissement des centrales nucléaires de Belleville et de Dampierre.
- Barrage de Poutès dans les gorges de l'Allier en Haute-Loire, barrage hydro-électrique construit en 1941.
- Barrage du pont de l'Europe à Vichy. Construit en 1963 sous le pont de l'Europe dont il partage les piles, ce barrage à clapets sert uniquement à la création du plan d'eau de Vichy couramment appelé lac d'Allier. Il a remplacé un barrage à aiguilles, situé un peu plus en amont et opérationnel seulement en été, créé sous Napoléon III pour les mêmes raisons. Une centrale hydroélectrique devrait être créée en rive gauche, en aval du pont ; sa mise en service, initialement prévue en 2023[12], est repoussée en raison de l'augmentation du prix des matières premières et des taux d'emprunt, induisant une augmentation du coût du projet[13].
- Barrage ou seuil des Lorrains entre Apremont-sur-Allier et Saincaize-Meauce, qui sert à alimenter le canal latéral à la Loire. Il a été entièrement reconstruit en 2014.

Un projet de barrage écrêteur de crues au Veurdre, entre les départements de l'Allier et de la Nièvre, a été abandonné pour des raisons écologiques.
Le barrage de Saint-Étienne-du-Vigan entre les départements de la Lozère et de la Haute-Loire, construit en 1895 a été détruit pour raisons écologiques (circulation des poissons) en 1998.